# Венецанопулос, Василис
Василис Венецанопулос (греч.  Βασίλης Βενετσανόπουλος  1911 — 29 июня 2006 года) — греческий офицер и коммунист, штабист Народно-освободительной армии Греции (ЭЛАС) и Демократической армии Греции.

## Молодость
Василис Венецанопулос родился в городе Кипарисия на полуострове Пелопоннес. В 1929 году поступил в военное училище эвэлпидов. Окончил училище в 1933 году, в звании младшего лейтенанта пехоты, и был назначен в 16-й пехотный полк в город Верия, Центральная Македония.
В 1935 году был переведен в роту королевской гвардии Эвзонов.
В звании капитана и после установления в стране диктатуры генерала И. Метаксаса вступил в офицерскую антидиктаторскую организацию «Друзья народа» и вошёл в её руководство, наряду с капитанами Паласкасом и С. Папаяннисом. Организация сумела обеспечить назначение Венецанопулоса заместителем командира королевской гвардии, а его брата, офицера жандармерии Томаса Венецанопулоса, адъютантом министра внутренних дел, Маниадакиса:578.
Его служба в королевской гвардии и директива организации «оставаться на месте» стала причиной его неучастия в Греко-итальянской войне 1940—1941 годов.

## В Народно-освободительной армии
Греческая армия отразила нападение Италии и перенесла военные действия на территорию Албании.
После того как на помощь итальянцам пришла Гитлеровская Германия и с началом тройной, германо-итало-болгарской, оккупации Греции, Василис Венецанопулос вступил в Народно-освободительную армию (ЭЛАС).
Будучи кадровым офицером служил штабистом.
В 1943 году стал членом Коммунистической партии Греции (КПГ).
В боях против англичан в декабре 1944 года Венецанопулос командовал городскими отрядами афинского района Кесариани (т. н. 2-й полк ЭЛАС).
Следует отметить, что Венецанопулос лично инспектировал заминированную канализационную сеть под гостиницей Grande Bretagne, где располагался штаб британского генерала Скоби. Взрыв был отменён руководством компартии, после получения информации о том, что в гостинице будет располагаться прибывший в Афины британский премьер Черчилль:247.

## Гражданская война
После освобождения и в ходе гонений на коммунистов и участников Сопротивления, Венецанопулос был сослан на остров Наксос. Вместе с ещё 11 бывшими офицерами ЭЛАС, в апреле 1947 Венецанопулос совершил впечатлящий побег с Наксоса морем в континентальную Грецию.
Добравшись до частей Демократической армии Греции (ΔΣΕ), был назначен штабистом в генштаб Демократической армии:860.

## В политической эмиграции
С поражением Демократической армии в августе 1949 года, Венецанопулос стал политическим эмигрантом и оказался в экзотическом для бойцов Демократической армии Ташкенте. Был поставлен во главе 12-го городка греческих политэмигрантов. Здесь женился на Марии Пападима, лейтенанте Демократической армии, с которой имел 2 детей. Примечательно, что в силу бюрократических проблем, в последующие годы и до своего возвращения в Грецию, он был вынужден жениться на своей жене 4 раза.
Венецанопулос учился 3 года в Высшей партийной школе в Москве и 2 года в Военной академии имени Фрунзе:932.
На 12-м пленуме компартии Греции, состоявшемся в феврале 1968 года в Бухаресте, стал членом ЦК партии. В этой роли принял участие во всех последующих встречах коммунистических и рабочих партий, вплоть до встречи в Москве 1969. Возглавил греческую редакцию Проблемы мира и социализма издаваемом в Праге, и оставался на этом посту до своего возвращения в Грецию.

## Репатриация
После падения военного режима в Греции в 1974 году, греческие политические эмигранты получили возможность вернуться на Родину.
Вернувшись в Грецию, Венецанопулос работал в организационном аппарате КПГ ответственным в Бюро международных отношений партии. Впоследствии возглавил Общество ветеранов Сопротивления Греции, стал членом FIR (Международной федерации борцов сопротивления), а затем вице-президентом этой международной организации.
Написал и издал свои мемуары под заголовком «Жизнь на передовой».
К концу жизни ему, как кадровому офицеру армии, была засчитана выслуга лет и присвоено звание бригадного генерала в отставке. Это дало ему право выступать перед офицерами действующей армии, где он без обиняков выступал против отправки греческих солдат за границу заявляя: «Что мы делаем в Афганистане ? Наша задача — наши границы…».
Венецанопулос умер в Афинах 29 июня 2006 года и был похоронен с гражданской панихидой на кладбище района Кесариани.